# Кянда (Архангельская область)
Кя́нда — деревня в Онежском районе Архангельской области России. Входит в состав МО «Покровское».

## География

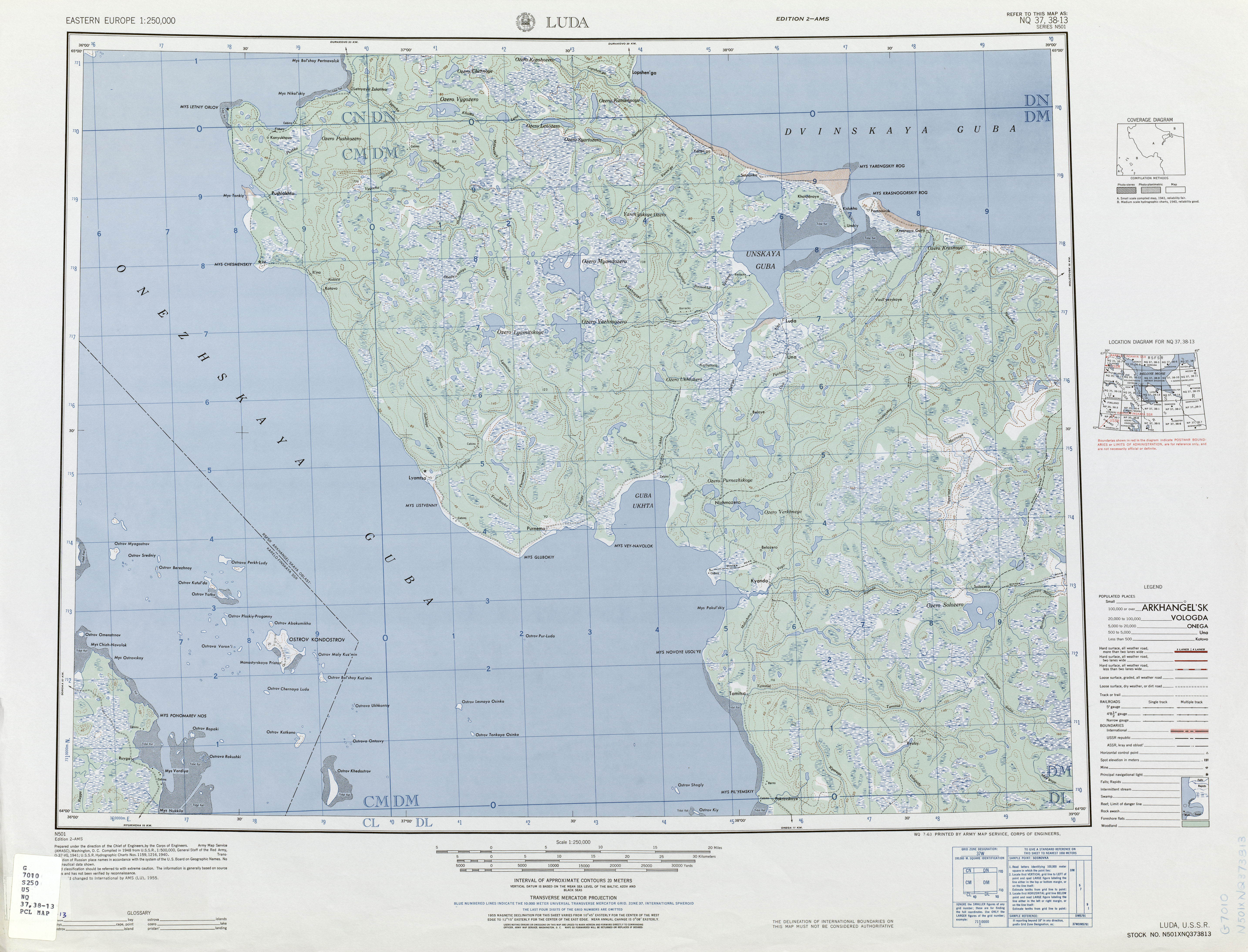
Кянда на листе NQ 35-12, из набора карт Восточной Европы Картографической военной службы США.
(Серия 501. 1954. Масштаб 1:250 000.)

Деревня расположена на Онежском полуострове в 55 км к северу от города Онега, на реке Кянда в 5 км от устья, в месте впадения в неё реки Воя. Деревня состоит из нескольких частей: Городок, Верховье, Новая деревня, Воя, Пёлнас, Мугалы, Низ, Заболотье. Через деревню проходит автодорога 11А-005 (Архангельск — Онега).

## История
Освоение этих мест славянами и корелами началось в X—XII веках — большинство поселенцев прибыло сюда из новгородских земель. С 1785 года Кянда — центр Кяндской волости Онежского уезда Архангельской губернии. С 1919 года — центр Кяндского сельсовета. С 1940 года по 1958 год — в Беломорском районе. С 1960 года — в составе Тамицкого сельсовета. На 1998 года — в составе Тамицкой администрации. С 2006 года — в составе МО «Покровское».

## Население
| 1833 | 1865 | 1895  | 1918  | 1920  | 1998 | 2002 |
| ---- | ---- | ----- | ----- | ----- | ---- | ---- |
| 651  | ↘573 | ↗1060 | ↗1182 | ↘1026 | ↘195 | ↘192 |
| 2008 | 2010 | 2012  |       |       |      |      |
| ↘165 | ↘120 | ↗158  |       |       |      |      |

## Экономика

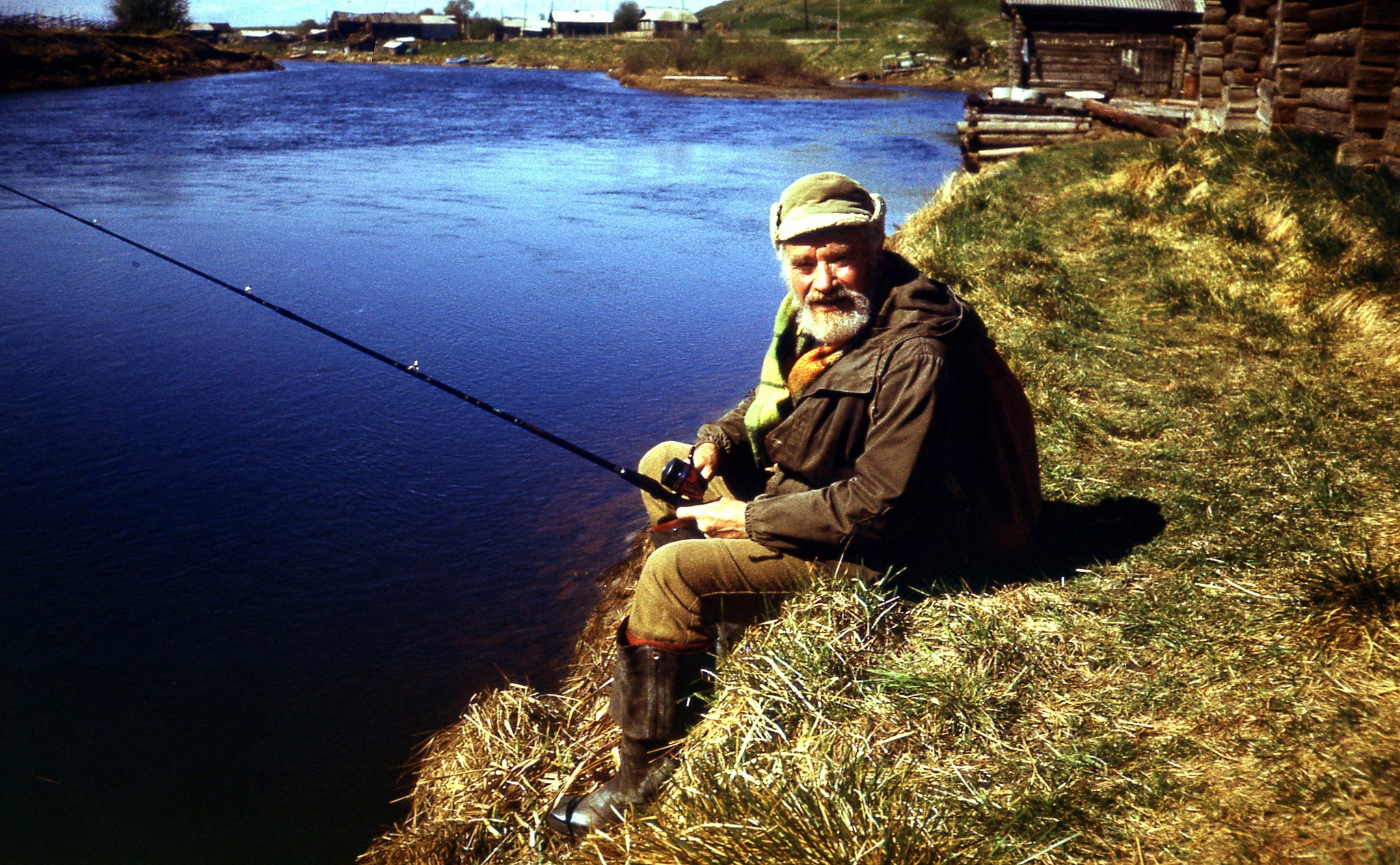
Фёдор Фёдорович Ануфриев (18.05.1920—18.08.2010), составитель Русско-панджабского словаря, на рыбалке на реке Кянда.
Фото: Андрей Платов

В 1957 году колхозы сёл Кянда и Тамица объединились в рыболовецко-животноводческий колхоз им. Ленина, занимающийся выловом рыбы и водных биоресурсов и производством мяса, молока, заготовкой леса. Имеется ферма на 108 дойных коров. Установлено оборудование мобильной связи (есть связь МТС).